# Artanis
El Pretor Artanis es un personaje del videojuego StarCraft, Brood War, StarCraft II. Es un varón Protoss y al iniciar el juego tiene 262 años de edad.

## Descripción
Artanis es el guerrero Protoss más joven en obtener el codiciado y valioso rango de Pretor, el cual también ostentaba el fallecido guerrero Fénix. Aunque se crio bajo los principios del Khala, aceptó a los templarios tétricos y acataba las órdenes de su antigua matriarca, Raszagal. También siente un profundo respeto y una enorme admiración por Tassadar quien se sacrificó por liberar a su pueblo de la Supermente.
Al igual que Tassadar su afán es unificar a las tribus Protoss y destruir a los Zerg que amenazan con destruir su gloriosa estirpe.

## Biografía
Después de que Tassadar destruyera a la Supermente Zerg, el planeta hogar de los Protoss, Aiur quedó absolutamente infestado por crías descontroladas del enjambre. A los Protoss no les quedaba más opción que dejar su venerado hogar. Aldaris, como último miembro del Cónclave, nombró a Artanis Pretor para que liderara a lo que quedaba de sus ejércitos templarios.
Artanis dirigió junto a Zeratul, la huida de Aiur hacia Shakuras, el mundo hogar de los templarios tétricos. Aunque su escape fue exitoso, los Zerg de Aiur lograron colarse en el viaje infectando también el mundo de Shakuras.
Al principio Artanis, veía a los Terran como especies inferiores, sin embargo, luego de pelear contra la flota del DUT, liderada por Stukov, pudo darse cuenta de que en realidad sí estaban a la altura de pelear con los Protoss. Artanis también pecó de inocente al creer en las supuestas buenas intenciones que Kerrigan tenía hacia los Protoss, cosa que Aldaris le reprochaba antes de morir.
Junto a Zeratul, Artanis reunió los cristales gemelos Uraj y Khalis, con los cuales activaron el templo Xel'Naga y erradicaron a los Zerg de Shakuras.
Deseando vengar a los Protoss caídos, Artanis se alió con Mengsk y el DUT, durante una última batalla contra Kerrigan, la cual se desató en la plataforma espacial de Char. La flota de Artanis fue derrotada por los Zerg y no tuvo más opción que huir hacia Shakuras.
Después de la caída de Aiur, la muerte de Raszagal y el retiro de Zeratul en su búsqueda de la verdad, es Artanis quien queda como líder de la raza Protoss, unificando a las tribus tétricas y a los refugiados de Aiur.
Su última intervención fue en la misión emitida por Blizzard, Resurrection IV. En donde junto a Jim Raynor dirigió un asalto a los enjambres del ex Vicealmirante Stukov, el cual había sido infectado por un Cerebrado Zerg. El objetivo de esa misión era secuestrar a Stukov y revertir su mutación con una nueva tecnología Protoss.

## En el Juego
En "Brood War" Artanis es representado en una unidad voladora Protoss llamada "Explorador" y en la misión "Oscuridad total" de Starcraft II, en una nave nodriza. Entre sus diálogos como unidad incluye un easter egg, donde alega que el juego "no es un Warcraft espacial", en alusión a la tibia recepción que tuvo el tráiler de la versión temprana de Starcraft en eo E3 1996.
- Datos: Q11679967